# Ituni
Ituni é uma localidade de Guiana na região Alto Demerara-Berbice. 
A principal atividade está relacionada com as minas de bauxita. 

## Demografia
Segundo censo de população 2002 contava com 773 habitantes. 
Ocupação da população
| Dado      | Servidores públicos | Profissionais e técnicos | Clero | Comércio e Serviços | Act. agrícolas | Act. industriais | Ocup. elementares | S/D | Total |
| --------- | ------------------- | ------------------------ | ----- | ------------------- | -------------- | ---------------- | ----------------- | --- | ----- |
| População | 15                  | 21                       | 6     | 47                  | 52             | 66               | 61                | 180 | 773   |